# Amici-prisme
Amici-prismen er opkaldt efter Giovanni Amici og anvendes i spektrometre og spektroskoper.
Amici-prismen består af to typer triangulære prismer, med stor og middelstor dispersion - fx kronglas og flintglas.
Amici-prismen blev opfundet af Giovanni Amici i 1860, men var ikke bredt kendt. Det var Giovanni Amicis ven Donati som publicerede information om Amici-prismens opbygning.